# Acamarachi
Der Acamarachi (auch: Cerro Pili) ist ein Stratovulkan in Nord-Chile, 40 km südöstlich von Toconao und nordöstlich der Vulkane Aguas Calientes sowie Láscar. Der Vulkan liegt auf dem Hochplateau Puna de Atacama.
Seine Höhe beträgt 6046 m. Die Neigung der Flanken erreicht stellenweise 45 Grad. An der Nordseite befindet sich ein Lavadom. Es handelt sich um den höchsten Berg in diesem Teil der nördlichen Anden. Er bildet das südsüdöstliche Ende eines kleinen Vulkankomplexes, welcher sich vom benachbarten Vulkan Colachi Richtung Nordnordwest ausdehnt.
In seinem Krater befindet sich ein See mit einem Durchmesser von 10 bis 15 m. Dies ist vermutlich der zweithöchste Kratersee der Welt und der zweithöchste See überhaupt. Der Vulkan stellte ein Heiligtum der Inkas und einen rituellen Ort dar. Es wurden Metall- und Textil-Gegenstände aus der Inka-Zeit gefunden.
Der Zeitpunkt des letzten Ausbruchs ist unbekannt.